# Летнисько-Новий-Ядув
Летнисько-Новий-Ядув (пол. Letnisko Nowy Jadów) — село в Польщі, у гміні Ядув Воломінського повіту Мазовецького воєводства.
Населення — 313 осіб (2011).
У 1975-1998 роках село належало до Седлецького воєводства.

## Демографія
Демографічна структура станом на 31 березня 2011 року:
|          | Загалом | Допрацездатний вік | Працездатний вік | Постпрацездатний вік |
| -------- | ------- | ------------------ | ---------------- | -------------------- |
| Чоловіки | 153     | 32                 | 109              | 12                   |
| Жінки    | 160     | 33                 | 85               | 42                   |
| Разом    | 313     | 65                 | 194              | 54                   |